# Морозов, Александр Игоревич (хоккеист)
Александр Игоревич Морозов (род. 5 февраля 2003, Москва) — российский хоккеист, нападающий хоккейного клуба «Рязань-ВДВ».

## Биография
Родился в Москве, хоккейное образование получал в школах «Динамо», «Северная звезда» и «Крылья Советов».
В МХЛ три сезона играл за «Сахалинских акул» Южно-Сахалинск. В регулярном чемпионате 2022/2023 забросил 35 шайб, став лучшим снайпером Молодёжной хоккейной лиги. Также с 56 очками вошёл в десятку лучших бомбардиров и принял участие в молодёжном Кубке Вызова. Всего за три сезона МХЛ на счету Морозова 155 матчей и 88 (51+37) очков. По достижении возраста покинул команду и был подписан клубом «Сочи». В 2023 году был отправлен в фарм-клуб «Ростов». После сезона в аренде, полноценно перешёл в клуб. В 2024 году подписал контракт с клубом ВХЛ «Рязань-ВДВ».